# St. Lawrence (Pensilvânia)
St. Lawrence é um distrito localizado no estado americano de Pensilvânia, no Condado de Berks.

## Demografia
Segundo o censo americano de 2000, a sua população era de 1812 habitantes.

## Geografia
De acordo com o United States Census Bureau tem uma área de
2,4 km², dos quais 2,4 km² cobertos por terra e 0,0 km² cobertos por água.

## Localidades na vizinhança
O diagrama seguinte representa as localidades num raio de 8 km ao redor de St. Lawrence.